# Aquatina di Frigole
Aquatina di Frigole este o arie protejată (arie specială de conservare — SAC, sit de importanță comunitară — SCI) din Italia întinsă pe o suprafață de 3.163 ha, din care 95 % marine.

## Localizare
Centrul sitului Aquatina di Frigole este situat la coordonatele 40°28′09″N 18°15′56″E / 40.469167°N 18.265556°E.

## Înființare
Situl Aquatina di Frigole a fost declarat sit de importanță comunitară în iunie 1995 pentru a proteja 33 de specii de animale. Situl a fost protejat și ca arie specială de conservare în martie 2018.

## Biodiversitate
Situată în ecoregiunea mediteraneană, aria protejată conține 8 habitate naturale: Dune de coastă cu Juniperus spp., Dune cu tufărișuri sclerofile Cisto-Lavenduletalia, Dune mobile de-a lungul țărmului cu Ammophila arenaria („dune albe”), Straturi cu Posidonia (Posidonion oceanicae), Lagune de coastă, Tufărișuri halofile mediteraneene și termo-atlantice (Sarcocornetea fruticosi), Salicornia și alte specii anuale care populează regiunile mlăștinoase și nisipoase, Vegetație anuală la limita mareei.
La baza desemnării sitului se află mai multe specii protejate:
- păsări (28): rață sulițar (Anas acuta), rață pitică (Anas crecca), rață mare (Anas platyrhynchos), egretă mare (Ardea alba), stârc roșu (Ardea purpurea), stârc galben (Ardeola ralloides), rață roșie (Aythya nyroca), buhai de baltă (Botaurus stellaris), chirichița cu obraz alb (Chlidonias hybrida), chirighiță neagră (Chlidonias niger), erete de stuf (Circus aeruginosus), erete vânăt (Circus cyaneus), erete cenușiu (Circus pygargus), egretă mică (Egretta garzetta), lișiță (Fulica atra), becațină comună (Gallinago gallinago), găinușă de baltă (Gallinula chloropus), piciorong (Himantopus himantopus), stârc pitic (Ixobrychus minutus), rață fluierătoare (Mareca penelope), stârc de noapte (Nycticorax nycticorax), lopătar (Platalea leucorodia), țigănuș (Plegadis falcinellus), cresteț pestriț (Porzana porzana), ciocântors (Recurvirostra avosetta), rață cârâitoare (Spatula querquedula), chiră mică (Sternula albifrons), chiră de mare (Thalasseus sandvicensis)
- nevertebrate (1): Coenagrion mercuriale
- pești (1): Aphanius fasciatus
- reptile (3): șarpele cu patru dungi (Elaphe quatuorlineata), țestoasa de baltă (Emys orbicularis), elaphe situla (Zamenis situla)

Pe lângă speciile protejate, pe teritoriul sitului au mai fost identificate 2 specii de plante, 1 specie de amfibieni, 1 specie de nevertebrate, 4 specii de reptile.